# 阿姨 (稱謂)
阿姨或姨姨常用於稱呼與母親年紀差不多，且無親屬關係的女性。这一称谓在中文中，最初用以称呼母亲的姐妹——姨母（另見長輩）。随着英文Aunt的影响，取代伯母、婶婶成为对年长的陌生女性的礼称。

## 用於無血緣關係的例子
- 姨：现代男子对心仪女子的一种昵称：妍姨
- 对一般女性前輩敬称阿姨
- 女子結婚後，继子女稱呼女子阿姨
- 女生結婚生的孩子叫女生稱呼阿姨
- 女生結婚生的孩子叫叔叔或（伯父）的女兒稱呼阿姨

## 网络用语
人人网上古典音乐圈和古典语言圈中的网友常以“阿姨”互称。这个称呼所指代的对象不分男女老幼，是一种尊称。古典语言爱好者们还造了一个对应于“阿姨”一词的拉丁语单词：Aii。这是一个第二变格法名词，复数属格为-orum/-arum，可作阳性词，也可作阴性词，只有复数形式，无单数形式（“威严的复数”），词首的A永远大写。
- E.g. Marcus Aii meus magister est. （尊敬的）玛尔库斯阿姨是我的老师。（Aii为第三人称单数）
- E.g. Aii! Scitisne? （伟大的）阿姨们！你们知道了么？（Aii为第二人称复数）
- E.g. Vivat Aii Bobo! 伟大光荣的鹁神万岁！

## 冒犯用語
- 稱對方為阿姨，恐有冒犯意味，暗指視覺年齡偏高，體態福相，皮膚暗沉粗糙，行為不雅不在意他人，影響周遭。